# Thalenessa vazensis
Thalenessa vazensis är en ringmaskart som först beskrevs av Augener 1918.  Thalenessa vazensis ingår i släktet Thalenessa och familjen Sigalionidae. Inga underarter finns listade i Catalogue of Life.